# Инувиалуктун
Инувиалуктун (Iñuvialuktun / Inuvialuktun / Inuinnaqtun — ᐃᓄᐃᓐᓇᖅᑐᓐ) — условное название нескольких инуитских диалектов, распространённых на севере Северо-Западных территорий Канады (ранее также на севере Юкона). Эскимосы этой территории называются инувиалуит (en:Inuvialuit), а сама территория официально называется «Регион поселения инувиалуитов» (en:Inuvialuit Settlement Region). Объединение «инувиалуктун» является этно-политическим, так как диалекты, входящие в это понятие, не образуют отдельного языка с точки зрения лингвистики.
Согласно данным переписи 2001 года, на инувиалуктуне говорило 765 чел. (19,59 % эскимосов-инувиалуит). Для инувиалуктуна используется алфавит на основе латиницы и не используется канадское слоговое письмо, широко распространённое среди инуитов Нунавута.
В это понятие включают:
- диалект ууммармиутун аляскинских инуитов — распространён в городе Инувик и деревне Аклавик;
- диалект сиглитун (маккензи) западноканадского инуктитута — до 1980-х гг. считалось вымершим, однако на нём до сих пор говорят в деревнях Полатак, Сакс-Харбор и Тактояктук;
- диалект кангирьюармиутун копперского наречия западноканадского инуктитута — деревня Улукхакток (ранее — Холмен) на западе острова Виктория.

Кроме того, иногда в понятие «инувиалуктун» расширительно включают остальные диалекты копперского наречия и даже нетсиликское наречие далее к востоку.
До начала XX века на этой территории в основном жили сиглиты, однако с появлением новых болезней, принесённых европейцами, их число значительно сократилось к концу XIX века. Нунатамиут (en:Nunatamiut «люди земли») — группа аляскинских инуитов, кочевавшая неподалёку, — начали переселяться в район дельты Маккензи в 1910-х и 1920-х годах, привлекаемые потребностью в мехах для Компании Гудзонова залива. На их основе сложилась группа ууммармиут («люди зелёных деревьев»). Первоначально отношения между ними и сиглитами складывались напряжённо, но с годами различия стёрлись, и сейчас две группы уже сильно перемешаны.

## Фразы на языке инувиалуктун
| русский язык                  | инувиалуктун                  |
| ----------------------------- | ----------------------------- |
| «Здравствуйте»                | Atitu                         |
| «До свидания»                 | Ilaannilu / Qakugulu          |
| «Спасибо»                     | Quyanainni                    |
| «Не за что»                   | Amiunniin                     |
| «Как дела? / Как ты?»         | Qanuq itpin?                  |
| «Всё хорошо / Всё в порядке»  | Nakuyumi / Nakuyumi assi      |
| «Доброе утро»                 | Ublaami                       |
| «Да»                          | Ii                            |
| «Нет»                         | Naaggai                       |
| «Холодно!»                    | Alaappa!                      |
| «Увидимся позже / До встречи» | Anaqanaallu                   |
| «Здорово! Ух ты!»             | Aqqali!                       |
| «Послушай!»                   | Ata!                          |
| «До встречи и тебе»           | Ilaanniptauq                  |
| «Это так»                     | Imaaniittuaq                  |
| «Таким образом»               | Imanna                        |
| «Чьё?»                        | Kia?                          |
| «Кто это?»                    | Kina una?                     |
| «Где?»                        | Nani? / Naung? / Sumi?        |
| «Откуда ты?»                  | Nakinngaaqpin? / Sumiutauvin? |
| «Сколько это стоит?»          | Qanuq akitutigivaa?           |
| «Сколько ему / ей лет?»       | Qanuq ukiuqtutigiva?          |
| «Как вы это называете?»       | Qanuq taivakpiung?            |
| «Сколько времени?»            | Sumukpaung?                   |
| «Для чего? / Зачем?»          | Suksaq?                       |
| «Почему? Как так?»            | Suuq?                         |
| «Что?»                        | Suva? / Suna?                 |
| «Не имеет значения»           | Sunngittuq                    |
| «Что ты сейчас делаешь?»      | Suvin?                        |
| «Ничего не поделать!»         | Qanurviituq!                  |
| «На самом деле»               | Nutim                         |
| «Ещё раз!»                    | Pipsaarung!                   |
| «Давай! Вперёд!»              | Piung!                        |
| «На улице холодно!»           | Qiqauniqtuaq!                 |
| «Рождество»                   | Qitchirvik                    |
| «Сладость / Конфета»          | Uqummiaqataaq                 |
| «Играть музыку»               | Atuqtuuyaqtuaq                |
| «Барабанный танец»            | Qilaun / Qilausiyaqtuaq       |
| «Церковь»                     | Angaadjuvik                   |
| «Колокол»                     | Aviluraun                     |
| «Драгоценности»               | Savaqutit                     |
| «Мороженое»                   | Akutuq                        |
| «Вот и всё!»                  | Taima!                        |